# Zaczarowany świat
Zaczarowany świat (ros. Василиса Прекрасная, Wasilisa Priekrasnaja) – czarno-biała radziecka baśń filmowa z 1939 roku w reżyserii Aleksandra Rou powstała na podstawie rosyjskich bajek ludowych.

## Obsada
- Gieorgij Millar jako ojciec / Baba Jaga
- Siergiej Stolarow jako Iwan, młodszy syn
- Lew Potiomkin jako Agafon, średni syn
- Nikita Kondratjew jako Anton, najstarszy syn
- Irina Zarubina